# PRIDE Final Conflict 2003
PRIDE Final Conflict 2003 fue un evento de artes marciales mixtas producido por PRIDE Fighting Championships, celebrado el 9 de noviembre de 2003 en el Tokyo Dome de Tokio.

## Resultados
1. ↑  Final del PRIDE Grand Prix de Peso Medio de 2003.
2. ↑  Por el Campeonato Interino de Peso Pesado del PRIDE FC.
3. ↑  Semifinal del PRIDE Grand Prix de Peso Medio de 2003.
4. ↑  Semifinal del PRIDE Grand Prix de Peso Medio de 2003.

## Cuadro de desarrollo
|  | Cuartos de final Total Elimination (10 de agosto) | Cuartos de final Total Elimination (10 de agosto) | Cuartos de final Total Elimination (10 de agosto) |                 |                           | Semifinales Final Conflict (9 de noviembre) | Semifinales Final Conflict (9 de noviembre) | Semifinales Final Conflict (9 de noviembre) |  |                           | Final Final Conflict (9 de noviembre) | Final Final Conflict (9 de noviembre) | Final Final Conflict (9 de noviembre) |  |
|  |                                                   |                                                   |                                                   |                 |                           |                                             |                                             |                                             |  |                           |                                       |                                       |                                       |  |
|  |                                                   |                                                   |                                                   |                 |                           |                                             |                                             |                                             |  |                           |                                       |                                       |                                       |  |
|  | Bandera de Estados Unidos                         | Chuck Liddell                                     | KO                                                |                 |                           |                                             |                                             |                                             |  |                           |                                       |                                       |                                       |  |
|  | Bandera de Estados Unidos                         | Chuck Liddell                                     | KO                                                |                 |                           |                                             |                                             |                                             |  |                           |                                       |                                       |                                       |  |
|  | Bandera de los Países Bajos                       | Alistair Overeem                                  | 3:09                                              |                 |                           |                                             |                                             |                                             |  |                           |                                       |                                       |                                       |  |
|  | Bandera de los Países Bajos                       | Alistair Overeem                                  | 3:09                                              |                 | Bandera de Estados Unidos | Chuck Liddell                               | 13:10                                       |                                             |  |                           |                                       |                                       |                                       |  |
|  |                                                   |                                                   |                                                   |                 | Bandera de Estados Unidos | Chuck Liddell                               | 13:10                                       |                                             |  |                           |                                       |                                       |                                       |  |
|  |                                                   |                                                   | Bandera de Estados Unidos                         | Quinton Jackson | TKO                       |                                             |                                             |                                             |  |                           |                                       |                                       |                                       |  |
|  | Bandera de Estados Unidos                         | Quinton Jackson                                   | Bandera de Estados Unidos                         | Quinton Jackson | TKO                       | SD                                          |                                             |                                             |  |                           |                                       |                                       |                                       |  |
|  | Bandera de Estados Unidos                         | Quinton Jackson                                   |                                                   |                 |                           |                                             |                                             |                                             |  |                           |                                       |                                       |                                       |  |
|  | Bandera de Brasil                                 | Murilo Bustamante                                 | 20:00                                             |                 |                           |                                             |                                             |                                             |  |                           |                                       |                                       |                                       |  |
|  | Bandera de Brasil                                 | Murilo Bustamante                                 | 20:00                                             |                 |                           |                                             |                                             |                                             |  | Bandera de Estados Unidos | Quinton Jackson                       | 6:28                                  |                                       |  |
|  |                                                   |                                                   |                                                   |                 |                           |                                             |                                             |                                             |  | Bandera de Estados Unidos | Quinton Jackson                       | 6:28                                  |                                       |  |
|  |                                                   |                                                   | Bandera de Brasil                                 | Wanderlei Silva | TKO                       |                                             |                                             |                                             |  |                           |                                       |                                       |                                       |  |
|  | Bandera de Japón                                  | Hidehiko Yoshida                                  | Bandera de Brasil                                 | Wanderlei Silva | TKO                       | SUB                                         |                                             |                                             |  |                           |                                       |                                       |                                       |  |
|  | Bandera de Japón                                  | Hidehiko Yoshida                                  |                                                   |                 |                           |                                             |                                             |                                             |  |                           |                                       |                                       |                                       |  |
|  | Bandera de Japón                                  | Kiyoshi Tamura                                    | 5:06                                              |                 |                           |                                             |                                             |                                             |  |                           |                                       |                                       |                                       |  |
|  | Bandera de Japón                                  | Kiyoshi Tamura                                    | 5:06                                              |                 | Bandera de Japón          | Hidehiko Yoshida                            | 15:00                                       |                                             |  |                           |                                       |                                       |                                       |  |
|  |                                                   |                                                   |                                                   |                 | Bandera de Japón          | Hidehiko Yoshida                            | 15:00                                       |                                             |  |                           |                                       |                                       |                                       |  |
|  |                                                   |                                                   | Bandera de Brasil                                 | Wanderlei Silva | UD                        |                                             |                                             |                                             |  |                           |                                       |                                       |                                       |  |
|  | Bandera de Brasil                                 | Wanderlei Silva                                   | Bandera de Brasil                                 | Wanderlei Silva | UD                        | KO                                          |                                             |                                             |  |                           |                                       |                                       |                                       |  |
|  | Bandera de Brasil                                 | Wanderlei Silva                                   |                                                   |                 |                           |                                             |                                             |                                             |  |                           |                                       |                                       |                                       |  |
|  | Bandera de Japón                                  | Kazuyuki Fujita                                   | 5:01                                              |                 |                           |                                             |                                             |                                             |  |                           |                                       |                                       |                                       |  |
|  | Bandera de Japón                                  | Kazuyuki Fujita                                   | 5:01                                              |                 |                           |                                             |                                             |                                             |  |                           |                                       |                                       |                                       |  |
|  |                                                   |                                                   |                                                   |                 |                           |                                             |                                             |                                             |  |                           |                                       |                                       |                                       |  |